# 高橋満
高橋 満（たかはし みつる）は、日本の労働官僚。福岡県労働部長等を経て、厚生労働省職業安定局長を務めた。

## 人物・経歴
新潟県出身。1975年横浜国立大学経営学部卒業、労働省入省。労働大臣官房総務課広報室長を経て、1992年労働大臣官房政策調査部統計調査第一課長。
1993年労働大臣官房政策調査部労働経済課長。1995年労働省労働基準局庶務課長。1997年福岡県労働部長。2000年労働大臣官房地方課長。
2005年厚生労働省職業安定局次長。2006年から厚生労働省職業安定局長を務め、雇用保険改正などにあたった。2007年に退官後、雇用・能力開発機構理事などを務めた。